# الدوري الشمالي لكرة القدم 1937–38
الدوري الشمالي لكرة القدم 1937–38 (بالإنجليزية: 1937–38 Northern Football League)‏ هو موسم من الدوري الشمالي لكرة القدم ‏. فاز فيه Ferryhill Athletic F.C. ‏.